# Singget
Singget is een bestuurslaag in het regentschap Blora van de provincie Midden-Java, Indonesië. Singget telt 3737 inwoners (volkstelling 2010).